# Raising the Bar (Fernsehserie)
Raising the Bar ist eine US-amerikanische Justiz-Fernsehserie, welche am 1. September 2008 (USA) ihre Premiere beim Sender TNT feierte. Die Serie besteht aus 25 Folgen in zwei Staffeln, nach welchen der ausstrahlende Sender, aufgrund schwacher Quoten, von einer Fortsetzung absah. Zu einer deutschsprachigen Ausstrahlung kam es bisher nicht. Auch bei Prime Video ist die Serie nur in der Originalsprache abrufbar.

## Besetzung
- Mark-Paul Gosselaar als Jerry Kellerman
- Gloria Reuben als Rosalind Whitman
- Jane Kaczmarek als Trudy Kessler
- Melissa Sagemiller als Michelle Earnhardt
- Jonathan Scarfe als Charlie Sagansky
- J. August Richards als Marcus McGrath
- Currie Graham als Nick Balco
- Teddy Sears als Richard Patrick Woolsley
- Natalia Cigliuti als Roberta „Bobbi“ Gilardi